# Dominika Baburová
Dominika Baburová, coniugata Deptová (Poprad, 29 maggio 1991), è un'ex cestista slovacca.

## Carriera
Con la Slovacchia ha disputato due edizioni dei Campionati europei (2013, 2015).